# Ctenochares fulvidus
Ctenochares fulvidus là một loài tò vò trong họ Ichneumonidae.